# Róna Frigyes
Róna Frigyes (Budapest, 1923. május 16. – Budapest, 1985. október 29.) karmester, korrepetitor, műfordító.

## Élete
Róna (Rosenberger) Adolf (1889–1944) kereskedősegéd és Herczogovits Sarolta (1888–1944) gyermekeként született. Középiskolai tanulmányait a budapesti Mátyás király reálgimnáziumban folytatta. 1941 és 1944 között a budapesti Nemzeti Zenedébe járt, ahol zeneszerzés szakon tanult. Tanárai Hammerschlag János, Szervánszky Endre és Lajtha László voltak. Innen a zsidótörvények miatt munkaszolgálatra vitték, ahonnan hazatérve tanulmányait a budapesti Zeneakadémián, a karmesterképzőn Ferencsik János osztályában végezte. 1948-ban diplomázott. Ezt követően több zenekarnál működött karmesterként. 1949 és 1952 között a Belügyminisztérium Szimfonikus Zenekaránál, 1952-től a Győri Filharmonikus Zenekarnál, 1953-tól a Miskolci Nemzeti Színháznál és a Miskolci Városi Szimfonikus Zenekarnál, végül 1958-tól a kecskeméti Katona József Színháznál dolgozott. 1963-ig maradt Kecskeméten, majd Ghánába ment, ahol három évig tanított az Accra-i egyetem zeneművészeti karán zeneszerzés és karmester szakon. Itt operaegyüttest is szervezett, melynek tagjai ghánai és amerikai énekesek voltak, célja pedig az európai klasszikus zene helyi népszerűsítése volt. 1966-ban hazatelepült és a Magyar Állami Operaház munkatársa lett. 1968-ig vezénylő korrepetitorként dolgozott, majd haláláig az Operaház karmestere volt. Ezek mellett a „Magyar Trió” zongoristája és a Salgótarjáni Városi Szimfonikus Zenekar vezető karmestereként is működött. Lefordította több opera és operett szövegkönyvét, valamint gyermekoperákhoz és zenés játékokhoz írt szöveget. Shakespeare-művekhez komponált kísérőzenét.
Felesége Korda (Krausz) Edit volt, akivel közös sírja a budapesti Farkasréti temetőben található.

## Díjai, elismerései
- Szocialista Kultúráért (1955)
- Kiváló Dolgozó (1964)
- Felszabadulási Jubileumi emlékérem (1970)
- Madách-díj (Nógrád megyei Tanács VB., 1980)
- Szocialista Kultúráért (1982)[6]